# Dischidia atropurpurea
Dischidia atropurpurea är en oleanderväxtart som beskrevs av Rudolf Schlechter. Dischidia atropurpurea ingår i släktet Dischidia och familjen oleanderväxter. Inga underarter finns listade i Catalogue of Life.